# Dunmail
Dunmail war der legendäre letzte König von Cumbria.

## Sage
König Dunmail soll 945 durch Edmund I. auf dem Pass Dunmail Raise in Cumbria getötet worden sein, wo heute noch ein Grabhügel seine Ruhestätte bezeichnet. Damit seine Krone, die ihren Träger die unbestrittene Herrschaft verlieh, nicht den Angelsachsen oder Schotten in die Hand fiel, wies der tödlich verwundete König seine Krieger an, sie im Grisedale Tarn zu versenken. Einmal jährlich sollen die Krieger die Krone aus dem See holen und Dunmail in seinem Grab fragen, ob er bereit sei, wieder die Herrschaft zu übernehmen, was er aber stets verneinte.

## Geschichtlicher Hintergrund
Gesichert ist, dass König Eógan I. (auch Owain), der als Vater Dunmails gilt, gegen die Angelsachsen kämpfte und 937 in der Schlacht bei Brunanburh starb. König Dunmail wäre demnach der historisch belegte Dyfnwal III. König von Strathclyde Sohn Eógan I. Edmund I. führte 945 Krieg gegen das Königreich Strathclyde, doch anders als noch 937 verbündeten sich die Schotten mit den Angelsachsen und der schottische König Malcolm I. wurde nach dem Sieg von Edmund I. zum Herrscher von Strathclyde gemacht. Dyfnwal III. starb jedoch erst circa 971.